# Reformierte Kirche Kölliken

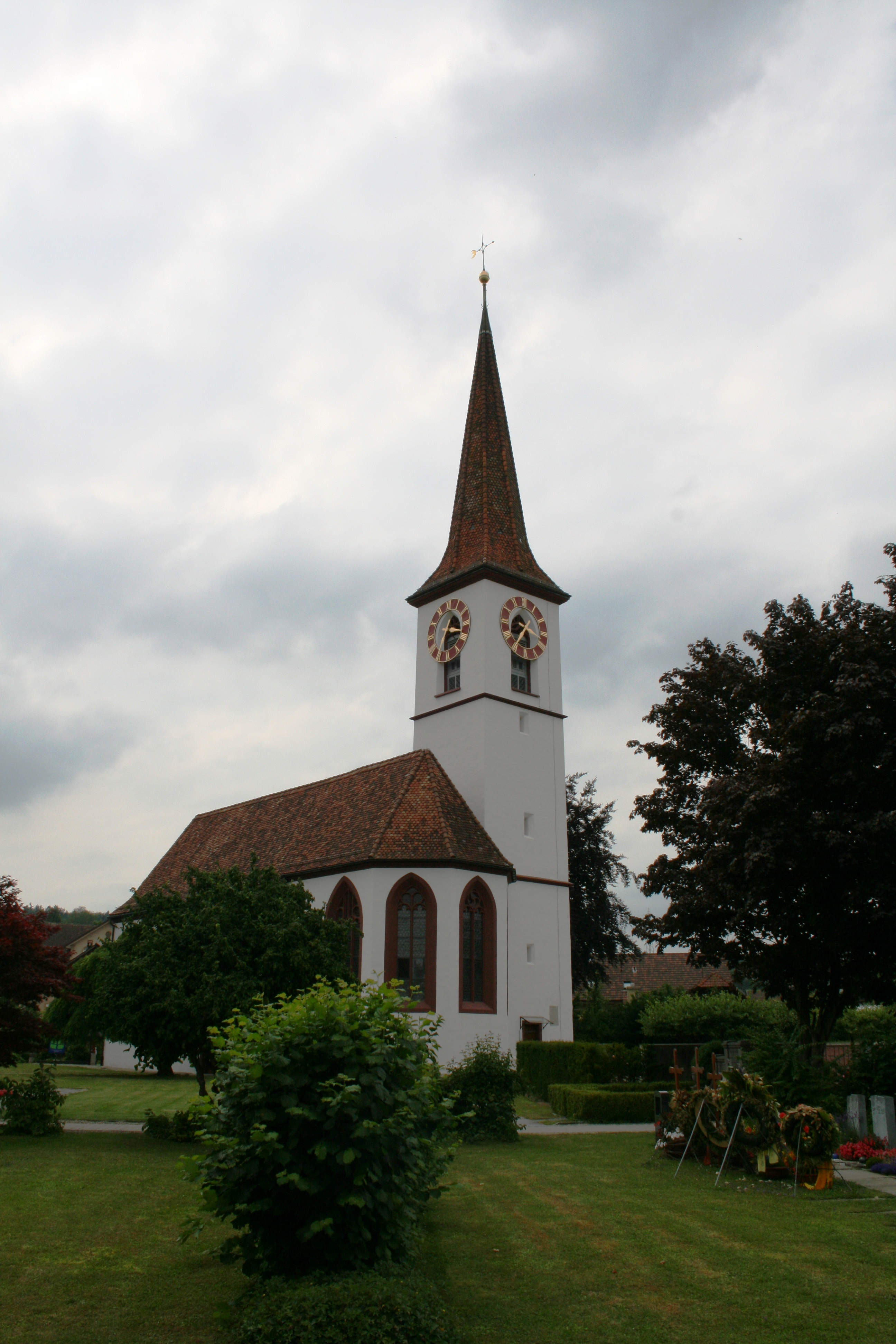
Ref. Kirche Kölliken

Die reformierte Kirche Kölliken  ist die Dorfkirche der aargauischen Gemeinde Kölliken in der Schweiz. Sie steht im Dorfzentrum in der Nähe des Bahnhofs.

## Geschichte
Um das Jahr 1000 entstand in Kölliken die erste dem Heiligen Blasius geweihte Kirche. Die erste urkundliche Erwähnung erfolgte 1258. Der Kirchensatz war zunächst im Besitz des Klosters St. Gallen. 1345 gelangte er an die Johanniterkommende in Biberstein, 1535 an die Stadt und Republik Bern. Das heute bestehende Gebäude wurde 1507 errichtet, seit 1528 dient es der reformierten Konfession. Von 1616 bis 1865 war auch Safenwil Teil der Kirchgemeinde Kölliken. 1920 wurde die Kirche nach Norden und Westen erweitert.

## Gebäude und Ausstattung
Während die Südfassade des Schiffes, der Chor und der Kirchturm aus der spätgotischen Epoche stammen, ist die moderne Erweiterung an der West- und Nordfassade des Schiffes im neugotischen Stil gehalten. Der Turm ist nordseitig an den Chor gestellt und ist aus Kiesel- und Hausteinen gemauert, verputzt und durch Gesimse gegliedert. Der Kanzel und der Taufstein stammen von 1867, im selben Jahr entfernte man die Glasgemälde. Die fünf im Jahr 1887 installierten Kirchenglocken stammen von der Giesserei H. Rüetschi. 1949 entstand die Metzler-Orgel mit 23 Registern.